# Catherine Impey
Catherine Impey (1847 – 14 de diciembre de 1923) fue una activista británica cuáquera que luchó contra la discriminación racial. 

## Biografía
Fundó la primera revista antirracista de Gran Bretaña, Anti-Caste (Anti-casta), en marzo de 1888 y la editó hasta su última publicación en 1895.
La revista se inspiraba en lSouthern Letter (Cartas del Sur) de Booker T. Washington. Impey visitó los Estados Unidos varias veces a partir de 1878 y la revista exponía y condenaba los prejuicios raciales a lo largo y ancho del Imperio Británico y los EE. UU. En 1893, formó una organización, La  Society for the Recognition of the Universal Brotherhood of Man (Sociedad para el Reconocimiento de la Hermandad Universal del Hombre), con la estadounidense Ida B. Wells, quien visitó el Reino Unido  para hacer campaña contra los linchamientos.
Impey vivía en Street, Somerset.